# Xenoposeidon
Xenoposeidon proneeneukos
Genre
Espèce
Xenoposeidon est un genre éteint de dinosaures sauropodes qui a vécu dans ce qui maintenant l'Angleterre au Crétacé inférieur, il y a près de 140 millions d'années (Berriasien).
Il est connu par une seule vertèbre, découverte dans les années 1890, mais seulement décrite en 2007 sous le nom de Xenoposeidon proneeneukos, unique espèce du genre, par Michael P. Taylor (en) et Darren Naish (en).

## Étymologie
Xenoposeidon signifie « étrange ou étranger Poséidon », en allusion à Sauroposeidon.

## Description

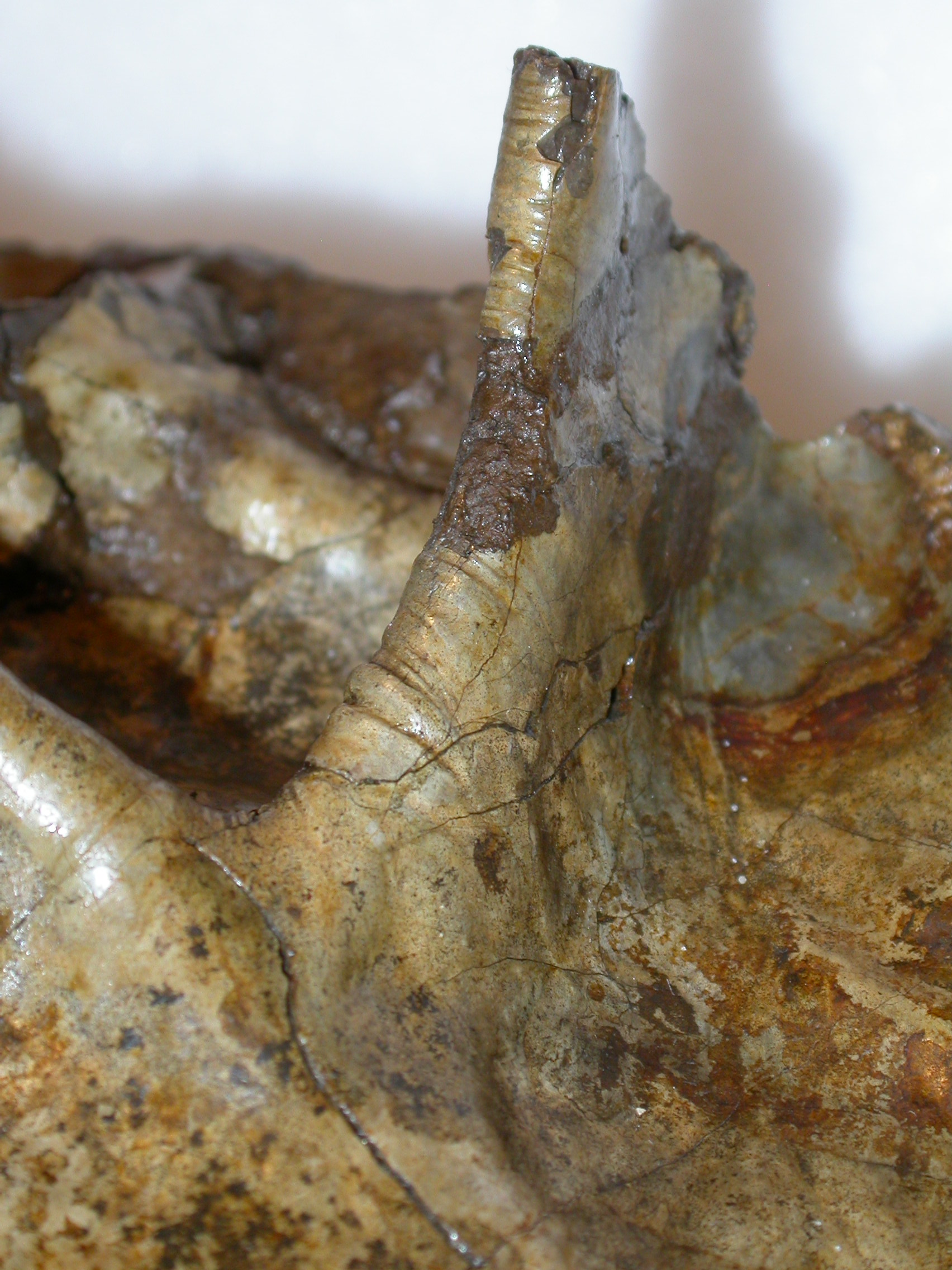
Détail de laminations en forme de « V » sur la vertèbre holotypique BMNH R2095. L'origine de ces stries est inconnue.

Il est connu par un seul morceau de vertèbre avec des caractéristiques inhabituelles par rapport à celles des autres sauropodes. Cet os a été découvert dans les années 1890, mais a reçu peu d'attention jusqu'à ce qu'il soit examiné par un étudiant de l'Université de Portsmouth, Michael Taylor. Ce dernier et Darren Naish ont officiellement décrit et nommé en 2007 ce fossile.
Xenoposeidon pesait entre 5 et 10 tonnes et mesurait environ 15 mètres.

## Classification
Le caractère à la fois très partiel du fossile et ses caractéristiques singulières pour un sauropode ont rendu difficile son attribution à un clade particulier.
En 2007, lors de sa description par Taylor et Naish, leur analyse phylogénétique ne parvient pas à le classer clairement au sein des néosauropodes. Ils le placent comme un néosauropode Titanosauriformes incertae sedis.
En 2012, M. d'Emic, dans sa phylogénie des Titanosauriformes le place en nomen dubium sur la base d'un matériel fossile non-diagnostique.
En 2017, M. Taylor critique cette attribution et propose de le placer comme un rebbachisauridé basal qui deviendrait ainsi le plus anciens des Rebbachisauridae, environ 10 Ma (millions d'années) plus vieux que le plus ancien genre certifié de la famille Histriasaurus,.